# Extreme Makeover Social
Extreme Makeover Social (abreviado como EMSocial) foi um programa de televisão brasileiro exibido pela RecordTV, que estreou em 25 de setembro de 2010.

## Apresentação
As duas primeiras temporadas foram apresentadas pela empresária Cristiana Arcangeli.. A terceira temporada, iniciada em 26 de setembro de 2012, trouxe como apresentadores Amanda Françozo, Bianca Rinaldi, Cássio Reis, Gianne Albertoni e Luciano Szafir.

## Formato
O programa possui o mesmo formato do programa americano produzido pela Endemol, Extreme Makeover: Home Edition exibido pela ABC, no formato original cada episódio apresenta uma família que tem enfrentado algum tipo de dificuldade recente ou em curso, como um desastre natural ou um membro da família com uma doença com risco de vida, na necessidade de uma nova esperança. Na versão brasileira o programa construí creches para crianças necessitadas.